# Na zdraví
Na zdraví (v anglickém originále Cheers) je americký sitcom, který vysílala v letech 1982 až 1993 televizní stanice NBC. Seriál se odehrává v baru Cheers v Bostonu, kde se schází skupina místních, aby se pobavila a napila. Seriálu hrozilo po první sérii zrušení kvůli nízké sledovanosti, ale nakonec pokračoval a stal se jedním z nejúspěšnějších seriálů, během svého vysílání získal 28 cen Emmy z celkových, tehdy rekordních 117 nominací.
Na zdraví se po svém ukončení dočkalo svého spin-off seriálu Frasier, jehož hlavní postavou se stal Frasier Crane v podání Kelseyho Grammera, který se přestěhoval z Bostonu do svého rodného města Seattlu. Ve Frasierovi se pak objevila většina z hlavních postav Na zdraví.